# Campeonato Mundial de Balonmano Masculino de 2005
El XIX Campeonato Mundial de Balonmano Masculino se celebró en Túnez entre el 23 de enero y el 6 de febrero de 2005. Fue organizado por la Federación Internacional de Balonmano (IHF) y fue la segunda vez que este torneo se realizó en el continente africano, la primera fue en Egipto el año 1999.
Participaron 24 selecciones nacionales de balonmano de los cinco continentes, repartidas en la primera fase en 4 grupos. La selección española se proclamó campeona por primera vez en la historia al vencer en la final a la selección de Croacia por un marcador de 40-34. El tercer lugar fue para el equipo francés.

## Sedes
| Foto | Grupo             | Ciudad   | Instalación                       |
| ---- | ----------------- | -------- | --------------------------------- |
|      | A, I y fase final | Radès    | Palacio Deportivo 7 de Noviembre  |
|      | B                 | Hammamet | Pabellón El Menzah                |
|      | C                 | Sfax     | Pabellón deportivo 7 de Noviembre |
|      | D                 | Susa     | Sala Olímpica                     |
|      | II y fase final   | Nabeul   | Pabellón 7 de Noviembre           |

## Grupos
| Grupo A   | Grupo B         | Grupo C   | Grupo D             |
| --------- | --------------- | --------- | ------------------- |
| Túnez     | República Checa | Croacia   | Alemania            |
| Angola    | Islandia        | Argentina | Egipto              |
| Francia   | Rusia           | España    | Serbia y Montenegro |
| Canadá    | Argelia         | Japón     | Catar               |
| Dinamarca | Eslovenia       | Suecia    | Noruega             |
| Grecia    | Kuwait          | Australia | Brasil              |

## Primera fase
- Todos los partidos en la hora local de Túnez (UTC +1).

Los primeros tres de cada grupo alcanzan la fase principal. 

### Grupo A
| Equipo    | J | G | E | P | GF  | GC  | DG  | PTS |
| --------- | - | - | - | - | --- | --- | --- | --- |
| Túnez     | 5 | 3 | 2 | 0 | 159 | 118 | +41 | 8   |
| Grecia    | 3 | 3 | 1 | 1 | 132 | 117 | +15 | 7   |
| Francia   | 3 | 3 | 1 | 1 | 161 | 106 | +55 | 7   |
| Dinamarca | 3 | 3 | 0 | 2 | 174 | 117 | +57 | 6   |
| Angola    | 3 | 1 | 0 | 4 | 108 | 179 | -70 | 2   |
| Canadá    | 3 | 0 | 0 | 5 | 103 | 121 | -98 | 0   |

- Resultados

| Fecha | Hora  | Partido¹  | Partido¹ | Partido¹  | Resultado |
| ----- | ----- | --------- | -------- | --------- | --------- |
| 23.01 | 17:00 | Túnez     | -        | Angola    | 39-23     |
| 23.01 | 19:00 | Francia   | -        | Canadá    | 44-16     |
| 23.01 | 21:00 | Dinamarca | -        | Grecia    | 27-23     |
| 25.01 | 16:15 | Grecia    | -        | Francia   | 20-19     |
| 25.01 | 18:15 | Canadá    | -        | Túnez     | 20-42     |
| 25.01 | 20:15 | Angola    | -        | Dinamarca | 19-47     |
| 26.01 | 16:15 | Grecia    | -        | Angola    | 26-21     |
| 26.01 | 18:15 | Francia   | -        | Túnez     | 26-26     |
| 26.01 | 20:15 | Dinamarca | -        | Canadá    | 52-18     |
| 28.01 | 16:15 | Canadá    | -        | Grecia    | 23-26     |
| 28.01 | 18:15 | Túnez     | -        | Dinamarca | 25-22     |
| 28.01 | 20:15 | Francia   | -        | Angola    | 40-18     |
| 29.01 | 16:15 | Angola    | -        | Canadá    | 27-26     |
| 29.01 | 18:15 | Túnez     | -        | Grecia    | 27-27     |
| 29.01 | 20:15 | Dinamarca | -        | Francia   | 26-32     |

- (¹) – Todos en Radès.

### Grupo B
| Equipo          | J | G | E | P | GF  | GC  | DG  | PTS |
| --------------- | - | - | - | - | --- | --- | --- | --- |
| Rusia           | 5 | 5 | 0 | 0 | 151 | 103 | +48 | 10  |
| República Checa | 5 | 2 | 2 | 1 | 145 | 136 | +9  | 6   |
| Eslovenia       | 5 | 2 | 2 | 1 | 154 | 137 | +17 | 6   |
| Islandia        | 5 | 2 | 1 | 2 | 154 | 144 | +10 | 5   |
| Argelia         | 5 | 1 | 1 | 3 | 138 | 153 | -15 | 3   |
| Kuwait          | 5 | 0 | 0 | 5 | 101 | 170 | -69 | 0   |

- Resultados

| Fecha | Hora  | Partido¹        | Partido¹ | Partido¹        | Resultado |
| ----- | ----- | --------------- | -------- | --------------- | --------- |
| 23.01 | 17:00 | República Checa | -        | Islandia        | 34-34     |
| 23.01 | 19:00 | Rusia           | -        | Argelia         | 28-22     |
| 23.01 | 21:00 | Eslovenia       | -        | Kuwait          | 34-17     |
| 25.01 | 16:15 | Kuwait          | -        | Rusia           | 11-38     |
| 25.01 | 18:15 | Argelia         | -        | República Checa | 29-29     |
| 25.01 | 20:15 | Islandia        | -        | Eslovenia       | 33-34     |
| 26.01 | 16:15 | Eslovenia       | -        | Argelia         | 33-28     |
| 26.01 | 18:15 | Rusia           | -        | República Checa | 25-21     |
| 26.01 | 20:15 | Kuwait          | -        | Islandia        | 22-31     |
| 28.01 | 16:15 | Rusia           | -        | Islandia        | 29-22     |
| 28.01 | 18:15 | República Checa | -        | Eslovenia       | 28-26     |
| 28.01 | 20:15 | Argelia         | -        | Kuwait          | 34-29     |
| 29.01 | 16:15 | Islandia        | -        | Argelia         | 34-25     |
| 29.01 | 18:15 | República Checa | -        | Kuwait          | 33-22     |
| 29.01 | 20:15 | Eslovenia       | -        | Rusia           | 27-31     |

- (¹) – Todos en Hammamet.

### Grupo C
| Equipo    | J | G | E | P | GF  | GC  | DG   | PTS |
| --------- | - | - | - | - | --- | --- | ---- | --- |
| Croacia   | 5 | 5 | 0 | 0 | 169 | 124 | +45  | 10  |
| España    | 5 | 4 | 0 | 1 | 191 | 128 | +63  | 8   |
| Suecia    | 5 | 3 | 0 | 2 | 164 | 118 | +46  | 6   |
| Japón     | 5 | 2 | 0 | 3 | 121 | 151 | -30  | 4   |
| Argentina | 5 | 1 | 0 | 4 | 133 | 141 | -8   | 2   |
| Australia | 5 | 0 | 0 | 5 | 85  | 201 | -116 | 0   |

- Resultados

| Fecha | Hora  | Partido¹  | Partido¹ | Partido¹  | Resultado |
| ----- | ----- | --------- | -------- | --------- | --------- |
| 23.01 | 17:00 | Croacia   | -        | Argentina | 36-23     |
| 23.01 | 19:00 | España    | -        | Japón     | 41-22     |
| 23.01 | 21:00 | Suecia    | -        | Australia | 49-16     |
| 24.01 | 16:15 | Australia | -        | España    | 19-51     |
| 24.01 | 18:15 | Japón     | -        | Croacia   | 25-34     |
| 24.01 | 20:15 | Argentina | -        | Suecia    | 23-30     |
| 26.01 | 16:15 | Croacia   | -        | Australia | 38-18     |
| 26.01 | 18:15 | Argentina | -        | Japón     | 25-27     |
| 26.01 | 20:15 | Suecia    | -        | España    | 26-33     |
| 27.01 | 16:15 | Suecia    | -        | Japón     | 32-18     |
| 27.01 | 18:15 | España    | -        | Croacia   | 31-33     |
| 27.01 | 20:15 | Australia | -        | Argentina | 13-34     |
| 29.01 | 16:15 | Japón     | -        | Australia | 29-19     |
| 29.01 | 18:15 | España    | -        | Argentina | 35-28     |
| 29.01 | 20:15 | Croacia   | -        | Suecia    | 28-27     |

- (¹) – Todos en Sfax.

### Grupo D
| Equipo              | J | G | E | P | GF  | GC  | DG  | PTS |
| ------------------- | - | - | - | - | --- | --- | --- | --- |
| Serbia y Montenegro | 5 | 4 | 0 | 1 | 139 | 117 | +22 | 8   |
| Noruega             | 5 | 3 | 1 | 1 | 142 | 105 | +37 | 7   |
| Alemania            | 5 | 3 | 1 | 1 | 149 | 115 | +34 | 7   |
| Egipto              | 5 | 3 | 0 | 2 | 123 | 123 | 0   | 6   |
| Brasil              | 5 | 1 | 0 | 4 | 104 | 146 | -42 | 2   |
| Catar               | 5 | 0 | 0 | 5 | 117 | 168 | -51 | 0   |

- Resultados

| Fecha | Hora  | Partido¹            | Partido¹ | Partido¹            | Resultado |
| ----- | ----- | ------------------- | -------- | ------------------- | --------- |
| 23.01 | 17:00 | Alemania            | -        | Egipto              | 28-25     |
| 23.01 | 19:00 | Serbia y Montenegro | -        | Catar               | 34-26     |
| 23.01 | 21:00 | Noruega             | -        | Brasil              | 34-12     |
| 24.01 | 16:15 | Egipto              | -        | Serbia y Montenegro | 24-22     |
| 24.01 | 18:15 | Brasil              | -        | Alemania            | 23-30     |
| 24.01 | 20:15 | Catar               | -        | Noruega             | 22-33     |
| 26.01 | 16:15 | Alemania            | -        | Catar               | 40-15     |
| 26.01 | 18:15 | Egipto              | -        | Brasil              | 24-20     |
| 26.01 | 20:15 | Serbia y Montenegro | -        | Noruega             | 25-24     |
| 27.01 | 16:15 | Catar               | -        | Egipto              | 29-31     |
| 27.01 | 18:15 | Serbia y Montenegro | -        | Brasil              | 33-19     |
| 27.01 | 20:15 | Noruega             | -        | Alemania            | 27-27     |
| 29.01 | 16:15 | Alemania            | -        | Serbia y Montenegro | 24-25     |
| 29.01 | 18:15 | Brasil              | -        | Catar               | 30-25     |
| 29.01 | 20:15 | Noruega             | -        | Egipto              | 24-19     |

- (¹) – Todos en Susa.

## Segunda fase
- Todos los partidos en la hora local de Túnez (UTC +1).

Clasifican 12 equipos (los tres mejores de cada grupo) y forman dos nuevos grupos, el I con los mejores de los grupos A y B, y el grupo II con los mejores de los grupos C y D. Compiten entre sí con los puntos que ya habían logrado en la fase anterior, pero quitándoles los puntos que obtuvieron al jugar con los tres equipos no clasificados.

### Grupo I
| Equipo          | J | G | E | P | GF  | GC  | DG  | PTS |
| --------------- | - | - | - | - | --- | --- | --- | --- |
| Túnez           | 5 | 2 | 3 | 0 | 150 | 128 | +22 | 7   |
| Francia         | 5 | 2 | 2 | 1 | 127 | 120 | +7  | 6   |
| Grecia          | 5 | 2 | 2 | 1 | 134 | 138 | -4  | 6   |
| Rusia           | 5 | 2 | 0 | 3 | 126 | 137 | -11 | 4   |
| República Checa | 5 | 2 | 0 | 3 | 131 | 147 | -16 | 4   |
| Eslovenia       | 5 | 1 | 2 | 1 | 142 | 140 | +2  | 4   |

- Resultados

| Fecha | Hora  | Partido¹        | Partido¹ | Partido¹        | Resultado |
| ----- | ----- | --------------- | -------- | --------------- | --------- |
| 31.01 | 16:15 | Grecia          | -        | Eslovenia       | 29-37     |
| 31.01 | 18:15 | Túnez           | -        | República Checa | 36-25     |
| 31.01 | 20:15 | Francia         | -        | Rusia           | 25-22     |
| 01.02 | 16:15 | República Checa | -        | Francia         | 26-31     |
| 01.02 | 18:15 | Eslovenia       | -        | Túnez           | 26-26     |
| 01.02 | 20:15 | Rusia           | -        | Grecia          | 24-29     |
| 03.02 | 16:15 | Grecia          | -        | República Checa | 29-31     |
| 03.02 | 18:15 | Túnez           | -        | Rusia           | 35-24     |
| 03.02 | 20:15 | Francia         | -        | Eslovenia       | 26-26     |

- (¹) – Todos en Radès.

### Grupo II
| Equipo              | J | G | E | P | GF  | GC  | DG  | PTS |
| ------------------- | - | - | - | - | --- | --- | --- | --- |
| Croacia             | 5 | 4 | 0 | 1 | 139 | 135 | +4  | 8   |
| España              | 5 | 3 | 1 | 1 | 155 | 139 | +16 | 7   |
| Serbia y Montenegro | 5 | 2 | 2 | 1 | 127 | 126 | +1  | 6   |
| Noruega             | 5 | 2 | 1 | 2 | 137 | 139 | -2  | 5   |
| Alemania            | 5 | 1 | 1 | 3 | 132 | 135 | -3  | 3   |
| Suecia              | 5 | 0 | 1 | 4 | 132 | 148 | -16 | 1   |

- Resultados

| Fecha | Hora  | Partido¹            | Partido¹ | Partido¹            | Resultado |
| ----- | ----- | ------------------- | -------- | ------------------- | --------- |
| 31.01 | 16:15 | España              | -        | Alemania            | 32-28     |
| 31.01 | 18:15 | Suecia              | -        | Serbia y Montenegro | 26-26     |
| 31.01 | 20:15 | Croacia             | -        | Noruega             | 25-28     |
| 01.02 | 16:15 | Alemania            | -        | Croacia             | 26-29     |
| 01.02 | 18:15 | Serbia y Montenegro | -        | España              | 28-28     |
| 01.02 | 20:15 | Noruega             | -        | Suecia              | 34-31     |
| 03.02 | 16:15 | Suecia              | -        | Alemania            | 22-27     |
| 03.02 | 18:15 | Croacia             | -        | Serbia y Montenegro | 24-23     |
| 03.02 | 20:15 | España              | -        | Noruega             | 31-24     |

- (¹) – Todos en Nabeul.

## Fase final
- Todos los partidos en la hora local de Túnez (UTC +1).

### Partidos de clasificación
Undécimo lugar
| Fecha | Hora  | Partido¹  | Partido¹ | Partido¹ | Resultado |
| ----- | ----- | --------- | -------- | -------- | --------- |
| 05.02 | 11.00 | Eslovenia | -        | Suecia   | 27-32     |

- (¹) – En Nabeul.

Noveno lugar
| Fecha | Hora  | Partido¹        | Partido¹ | Partido¹ | Resultado |
| ----- | ----- | --------------- | -------- | -------- | --------- |
| 05.02 | 13.00 | República Checa | -        | Alemania | 34-39     |

- (¹) – En Nabeul.

Séptimo lugar
| Fecha | Hora  | Partido¹ | Partido¹ | Partido¹ | Resultado |
| ----- | ----- | -------- | -------- | -------- | --------- |
| 05.02 | 10.00 | Rusia    | -        | Noruega  | 27-30     |

- (¹) – En Radès.

Quinto lugar
| Fecha | Hora  | Partido¹            | Partido¹ | Partido¹ | Resultado |
| ----- | ----- | ------------------- | -------- | -------- | --------- |
| 05.02 | 12.30 | Serbia y Montenegro | -        | Grecia   | 37-26     |

- (¹) – En Radès.

### Semifinales
| Fecha | Hora  | Partido¹ | Partido¹ | Partido¹ | Resultado |
| ----- | ----- | -------- | -------- | -------- | --------- |
| 05.02 | 15:00 | Túnez    | -        | España   | 30-33     |
| 05.02 | 17:30 | Croacia  | -        | Francia  | 35-32     |

- (¹) – En Radès.

### Tercer lugar
| Fecha | Hora  | Partido¹ | Partido¹ | Partido¹ | Resultado |
| ----- | ----- | -------- | -------- | -------- | --------- |
| 06.02 | 15:00 | Francia  | -        | Túnez    | 32-27     |

- (¹) – En Radès.

### Final
| Fecha | Hora  | Partido¹ | Partido¹ | Partido¹ | Resultado |
| ----- | ----- | -------- | -------- | -------- | --------- |
| 06.02 | 17:30 | España   | -        | Croacia  | 40-34     |

- (¹) – En Radès.

## Medallero
| España | Croacia | Francia |
| David Barrufet David Davis Alberto Entrerríos Raúl Entrerríos Rubén Garabaya Juanín García Mateo Garralda Fernando Hernández José Javier Hombrados Demetrio Lozano Mariano Ortega Juan Pérez Albert Rocas José María Rodríguez Iker Romero Rolando Uríos | Ivano Balić Nikola Blažičko Denis Buntić Davor Dominiković Mirza Džomba Slavko Goluža Nikša Kaleb Blaženko Lacković Venio Losert Petar Metličić Vlado Šola Denis Špoljarić Goran Šprem Tonči Valčić Igor Vori Vedran Zrnić | Joël Abati Grégory Anquetil Cédric Burdet Didier Dinart Jérôme Fernandez Guillaume Gille Olivier Girault Michaël Guigou Franck Junillon Nikola Karabatić Daouda Karaboué Christophe Kempé Guéric Kervadec Daniel Narcisse Thierry Omeyer Jackson Richardson |
| Juan Carlos Pastor (seleccionador) | Lino Červar (seleccionador) | Claude Onesta (seleccionador) |

Fuente: 

## Estadísticas

### Clasificación general
| 1. España              |
| 2. Croacia             |
| 3. Francia             |
| 4. Túnez               |
| 5. Serbia y Montenegro |
| 6. Grecia              |
| 7. Noruega             |
| 8. Rusia               |
| 9. Alemania            |
| 10. República Checa    |
| 11. Suecia             |
| 12. Eslovenia          |
| 13. Dinamarca          |
| 14. Egipto             |
| 15. Islandia           |
| 16. Japón              |
| 17. Argelia            |
| 18. Argentina          |
| 19. Brasil             |
| 20. Angola             |
| 21. Catar              |
| 22. Kuwait             |
| 23. Canadá             |
| 24. Australia          |

### Máximos goleadores
| N.º | Nombre            | Selección       | Goles | Tiros | %      | Partidos jugados |
| --- | ----------------- | --------------- | ----- | ----- | ------ | ---------------- |
| 1   | Wissem Hmam       | Túnez           | 81    | 137   | 59,1 % | 10               |
| 2   | Eduard Koksharov  | Rusia           | 80    | 105   | 76,2 % | 9                |
| 3   | Mirza Džomba      | Croacia         | 62    | 84    | 73,8 % | 10               |
| 4   | Jan Filip         | República Checa | 58    | 100   | 58,0 % | 9                |
| 4   | Siarhei Rutenka   | Eslovenia       | 58    | 100   | 58,0 % | 9                |
| 6   | Juan García       | España          | 55    | 73    | 75,3 % | 10               |
| 7   | David Juricek     | República Checa | 51    | 65    | 78,5 % | 9                |
| 8   | Kristian Kjelling | Noruega         | 50    | 84    | 59,5 % | 9                |
| 9   | Michael Guigou    | Francia         | 48    | 63    | 76,2 % | 10               |
| 10  | Florian Kehrmann  | Alemania        | 47    | 60    | 78,3 % | 9                |

Fuente: 

### Mejores porteros
| N.º | Nombre                  | Equipo    | Paradas | Tiros | %      | Partidos jugados |
| --- | ----------------------- | --------- | ------- | ----- | ------ | ---------------- |
| 1   | Peter Larsen            | Dinamarca | 27      | 64    | 42,2 % | 5                |
| 2   | Birkir Ívar Guðmundsson | Islandia  | 27      | 65    | 41,5 % | 5                |
| 3   | Fredrik Ohlander        | Suecia    | 58      | 140   | 41,4 % | 9                |
| 4   | Daouda Karaboué         | Francia   | 45      | 110   | 40,9 % | 10               |
| 5   | Alexei Kostygov         | Rusia     | 69      | 169   | 40,8 % | 8                |

Fuente: 

### Equipo ideal
- Mejor jugador del campeonato —MVP—: Ivano Balić ( Croacia).

| Posición          | Nombre           | País                |
| ----------------- | ---------------- | ------------------- |
| Portero           | Arpad Šterbik    | Serbia y Montenegro |
| Extremo derecho   | Mirza Džomba     | Croacia             |
| Extremo izquierdo | Eduard Koksharov | Rusia               |
| Pivote            | David Juříček    | República Checa     |
| Central           | Ivano Balić      | Croacia             |
| Lateral derecho   | Mateo Garralda   | España              |
| Lateral izquierdo | Wissem Hmam      | Túnez               |

Fuente: 